# Janowo (gromada w powiecie kwidzyńskim)
Janowo – dawna gromada, czyli najmniejsza jednostka podziału terytorialnego Polskiej Rzeczypospolitej Ludowej w latach 1954–1972.
Gromady, z gromadzkimi radami narodowymi (GRN) jako organami władzy najniższego stopnia na wsi, funkcjonowały od reformy reorganizującej administrację wiejską przeprowadzonej jesienią 1954 do momentu ich zniesienia z dniem 1 stycznia 1973, tym samym wypierając organizację gminną w latach 1954–1972.
Gromadę Janowo z siedzibą GRN w Janowie utworzono – jako jedną z 8759 gromad na obszarze Polski – w powiecie kwidzyńskim w woj. gdańskim na mocy uchwały nr 19/III/54 WRN w Gdańsku z dnia 5 października 1954. W skład jednostki wszedł obszar dotychczasowej gromady Janowo, ponadto miejscowości Małe Pólko, Kramrowo i Nowe Lignoty z dotychczasowej gromady Małe Pólko oraz miejscowość Bursztych i łąki nadwiślańskie (położone wzdłuż zachodniej granicy dotychczasowych gromad Gniewskie Pole, Pastwa i Janowo) z dotychczasowej gromady Bursztych ze zniesionej gminy Janowo, a także obszary dotychczasowych gromad Gniewskie Pole, Gurcz i Pastwa oraz PGR Szadówko z południowej części dotychczasowej gromady Jarzębina ze zniesionej gminy Korzeniewo – w tymże powiecie. Dla gromady ustalono 16 członków gromadzkiej rady narodowej.
1 stycznia 1972 gromadę zniesiono, a jej obszar włączono do nowo utworzonej gromady Korzeniewo w tymże powiecie.